# حامول حاد الفلقات
حامول حاد الفلقات (الاسم العلمي:Cuscuta acutiloba) هو نوع من النباتات يتبع جنس الحامول من الفصيلة المحمودية.